# Judô nos Jogos Olímpicos de Verão de 2012 - Até 78 kg feminino

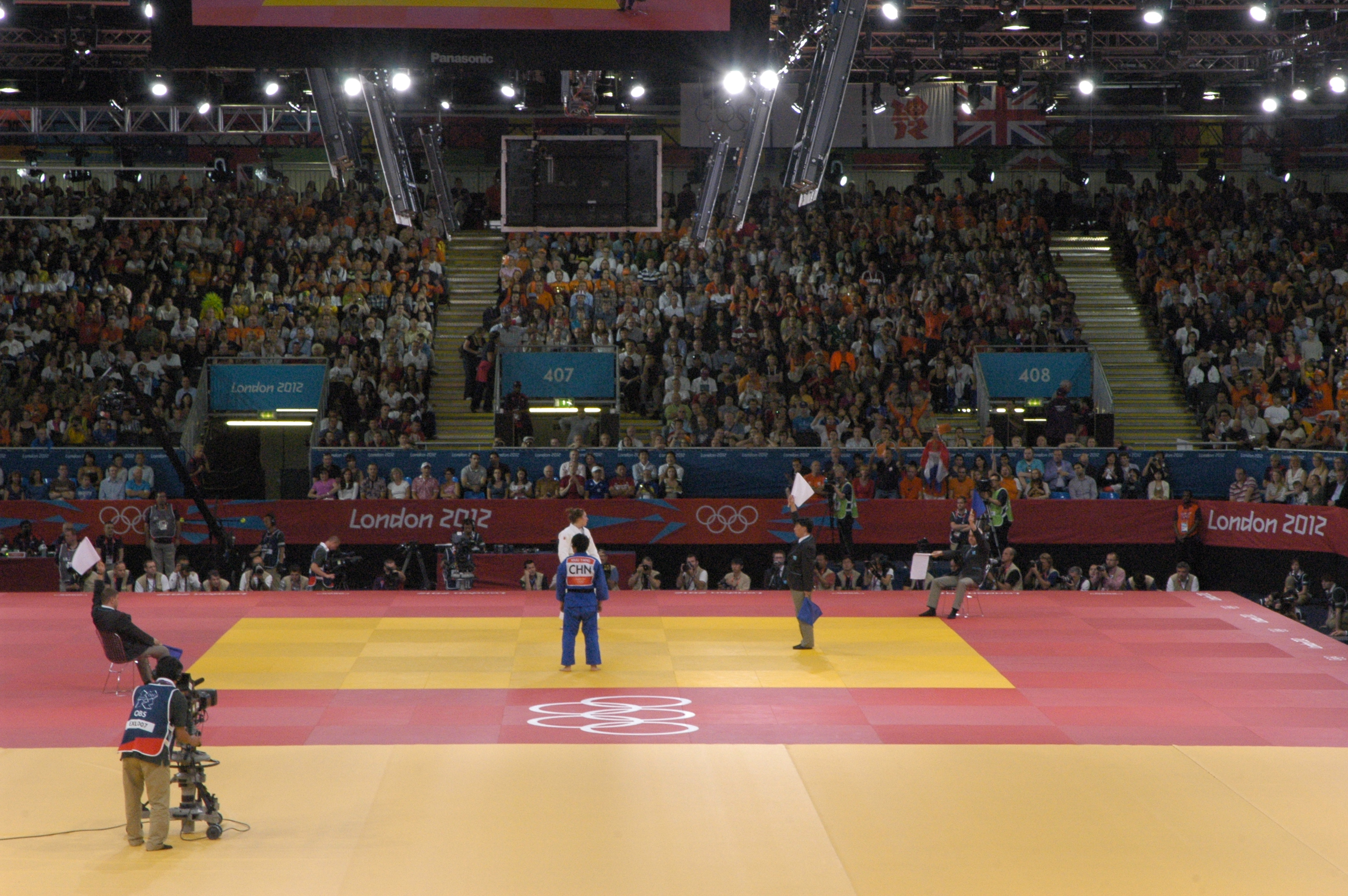
Confronto de repescagem no ExCeL entre Marhinde Verkerk e Yang Xiuli.

A categoria até 78 kg feminino do judô nos Jogos Olímpicos de Verão de 2012 foi disputada no dia 1 de agosto no ExCeL, em Londres.

## Formato da competição
A competição é em sistema de eliminatória simples que determina os finalistas que disputam a medalha de ouro. Os derrotados nas quartas de final competem em dois torneios de repescagem. Os vencedores deste torneio enfrentam os perdedores da semifinal na disputa por duas medalha de bronze. Em caso de empate, a luta tem uma prorrogação de três minutos, e vence aquele conseguir a primeira pontuação.

## Calendário
Horário local (UTC+1).
| Dia         | Horário          | Fase                             |
| ----------- | ---------------- | -------------------------------- |
| 2 de agosto | 9:30 14:00 16:10 | Qualificatórias Semifinais Final |

## Medalhistas
| Ouro   | USA Kayla Harrison                   |
| Prata  | GBR Gemma Gibbons                    |
| Bronze | FRA Audrey Tcheuméo BRA Mayra Aguiar |

## Resultados

### Chave A
|  | Primeira rodada      | Primeira rodada      | Primeira rodada |  |  | Oitavas de final     | Oitavas de final     | Oitavas de final     |      |                  | Quartas de final | Quartas de final | Quartas de final |
|  |                      |                      |                 |  |  |                      |                      |                      |      |                  |                  |                  |                  |
|  |                      |                      |                 |  |  |                      |                      |                      |      |                  |                  |                  |                  |
|  |                      |                      |                 |  |  | BRA Mayra Aguiar     | BRA Mayra Aguiar     | 0200                 |      |                  |                  |                  |                  |
|  |                      |                      |                 |  |  | TUN Hana Mareghni    | TUN Hana Mareghni    | 0003                 |      |                  |                  |                  |                  |
|  |                      |                      |                 |  |  |                      |                      |                      |      | BRA Mayra Aguiar | BRA Mayra Aguiar | 0200             |                  |
|  |                      |                      |                 |  |  |                      | POL Daria Pogorzelec | POL Daria Pogorzelec | 0000 |                  |                  |                  |                  |
|  |                      |                      |                 |  |  | GER Heide Wollert    | GER Heide Wollert    | 0000                 |      |                  |                  |                  |                  |
|  | SLO Anamari Velenšek | SLO Anamari Velenšek | 0000            |  |  | POL Daria Pogorzelec | POL Daria Pogorzelec | 0200                 |      |                  |                  |                  |                  |
|  | POL Daria Pogorzelec | POL Daria Pogorzelec | 0010            |  |  |                      |                      |                      |      |                  |                  |                  |                  |
|  |                      |                      |                 |  |  |                      |                      |                      |      |                  |                  |                  |                  |
|  |                      |                      |                 |  |  |                      |                      |                      |      |                  |                  |                  |                  |

### Chave B
|  | Primeira rodada         | Primeira rodada         | Primeira rodada |  |  | Oitavas de final   | Oitavas de final   | Oitavas de final |      |                    | Quartas de final   | Quartas de final | Quartas de final |
|  |                         |                         |                 |  |  |                    |                    |                  |      |                    |                    |                  |                  |
|  |                         |                         |                 |  |  |                    |                    |                  |      |                    |                    |                  |                  |
|  |                         |                         |                 |  |  | USA Kayla Harrison | USA Kayla Harrison | 1000             |      |                    |                    |                  |                  |
|  |                         |                         |                 |  |  | RUS Vera Moskalyuk | RUS Vera Moskalyuk | 0000             |      |                    |                    |                  |                  |
|  |                         |                         |                 |  |  |                    |                    |                  |      | USA Kayla Harrison | USA Kayla Harrison | 1010             |                  |
|  |                         |                         |                 |  |  |                    | HUN Abigél Joó     | HUN Abigél Joó   | 0100 |                    |                    |                  |                  |
|  |                         |                         |                 |  |  | HUN Abigél Joó     | HUN Abigél Joó     | 1000             |      |                    |                    |                  |                  |
|  | BDI Odette Ntahonvukiye | BDI Odette Ntahonvukiye | 0000            |  |  | GAB Audrey Koumba  | GAB Audrey Koumba  | 0000             |      |                    |                    |                  |                  |
|  | GAB Audrey Koumba       | GAB Audrey Koumba       | 0200            |  |  |                    |                    |                  |      |                    |                    |                  |                  |
|  |                         |                         |                 |  |  |                    |                    |                  |      |                    |                    |                  |                  |
|  |                         |                         |                 |  |  |                    |                    |                  |      |                    |                    |                  |                  |

### Chave C
|  | Primeira rodada     | Primeira rodada     | Primeira rodada |  |  | Oitavas de final            | Oitavas de final            | Oitavas de final  |      |                      | Quartas de final     | Quartas de final | Quartas de final |
|  |                     |                     |                 |  |  |                             |                             |                   |      |                      |                      |                  |                  |
|  | JPN Akari Ogata     | JPN Akari Ogata     | 0010            |  |  |                             |                             |                   |      |                      |                      |                  |                  |
|  | KOR Jeong Gyeong-mi | KOR Jeong Gyeong-mi | 0002            |  |  | JPN Akari Ogata             | JPN Akari Ogata             | 0020              |      |                      |                      |                  |                  |
|  |                     |                     |                 |  |  | NED Marhinde Verkerk        | NED Marhinde Verkerk        | 0110              |      |                      |                      |                  |                  |
|  |                     |                     |                 |  |  |                             |                             |                   |      | NED Marhinde Verkerk | NED Marhinde Verkerk | 0000             |                  |
|  |                     |                     |                 |  |  |                             | GBR Gemma Gibbons           | GBR Gemma Gibbons | 0100 |                      |                      |                  |                  |
|  |                     |                     |                 |  |  | MGL Pürevjargalyn Lkhamdegd | MGL Pürevjargalyn Lkhamdegd | 0010              |      |                      |                      |                  |                  |
|  | GBR Gemma Gibbons   | GBR Gemma Gibbons   | 1000            |  |  | GBR Gemma Gibbons           | GBR Gemma Gibbons           | 0021              |      |                      |                      |                  |                  |
|  | POR Yahima Ramirez  | POR Yahima Ramirez  | 0000            |  |  |                             |                             |                   |      |                      |                      |                  |                  |
|  |                     |                     |                 |  |  |                             |                             |                   |      |                      |                      |                  |                  |
|  |                     |                     |                 |  |  |                             |                             |                   |      |                      |                      |                  |                  |

### Chave D
|  | Primeira rodada     | Primeira rodada     | Primeira rodada |  |  | Oitavas de final      | Oitavas de final      | Oitavas de final |      |                     | Quartas de final    | Quartas de final | Quartas de final |
|  |                     |                     |                 |  |  |                       |                       |                  |      |                     |                     |                  |                  |
|  | FRA Audrey Tcheuméo | FRA Audrey Tcheuméo | 0100            |  |  |                       |                       |                  |      |                     |                     |                  |                  |
|  | CAN Amy Cotton      | CAN Amy Cotton      | 0001            |  |  | FRA Audrey Tcheuméo   | FRA Audrey Tcheuméo   | 1000             |      |                     |                     |                  |                  |
|  |                     |                     |                 |  |  | UKR Maryna Pryshchepa | UKR Maryna Pryshchepa | 0001             |      |                     |                     |                  |                  |
|  |                     |                     |                 |  |  |                       |                       |                  |      | FRA Audrey Tcheuméo | FRA Audrey Tcheuméo | 0101             |                  |
|  |                     |                     |                 |  |  |                       | CHN Yang Xiuli        | CHN Yang Xiuli   | 0020 |                     |                     |                  |                  |
|  |                     |                     |                 |  |  | CHN Yang Xiuli        | CHN Yang Xiuli        | 1000             |      |                     |                     |                  |                  |
|  |                     |                     |                 |  |  | MYA Aye Aye Aung      | MYA Aye Aye Aung      | 0000             |      |                     |                     |                  |                  |
|  |                     |                     |                 |  |  |                       |                       |                  |      |                     |                     |                  |                  |
|  |                     |                     |                 |  |  |                       |                       |                  |      |                     |                     |                  |                  |
|  |                     |                     |                 |  |  |                       |                       |                  |      |                     |                     |                  |                  |

### Repescagem
|  | Primeira rodada      | Primeira rodada      | Primeira rodada |  |  | Disputa do bronze   | Disputa do bronze   | Disputa do bronze |
|  |                      |                      |                 |  |  |                     |                     |                   |
|  | POL Daria Pogorzelec | POL Daria Pogorzelec | 0022            |  |  |                     |                     |                   |
|  | HUN Abigél Joó       | HUN Abigél Joó       | 1012            |  |  | HUN Abigél Joó      | HUN Abigél Joó      | 0001              |
|  |                      |                      |                 |  |  | FRA Audrey Tcheuméo | FRA Audrey Tcheuméo | 1000              |
|  |                      |                      |                 |  |  |                     |                     |                   |
|  |                      |                      |                 |  |  |                     |                     |                   |
|  |                      |                      |                 |  |  |                     |                     |                   |
|  |                      |                      |                 |  |  |                     |                     |                   |

|  | Primeira rodada      | Primeira rodada      | Primeira rodada |  |  | Disputa do bronze    | Disputa do bronze    | Disputa do bronze |
|  |                      |                      |                 |  |  |                      |                      |                   |
|  | NED Marhinde Verkerk | NED Marhinde Verkerk | 0000            |  |  |                      |                      |                   |
|  | CHN Yang Xiuli       | CHN Yang Xiuli       | 0000            |  |  | NED Marhinde Verkerk | NED Marhinde Verkerk | 0000              |
|  |                      |                      |                 |  |  | BRA Mayra Aguiar     | BRA Mayra Aguiar     | 1000              |
|  |                      |                      |                 |  |  |                      |                      |                   |
|  |                      |                      |                 |  |  |                      |                      |                   |
|  |                      |                      |                 |  |  |                      |                      |                   |
|  |                      |                      |                 |  |  |                      |                      |                   |

### Finais
|  | Semifinais          | Semifinais        |      |  | Final              | Final |  |
|  |                     |                   |      |  |                    |       |  |
|  |                     |                   |      |  |                    |       |  |
|  | BRA Mayra Aguiar    | 0000              |      |  |                    |       |  |
|  | USA Kayla Harrison  | 1010              |      |  |                    |       |  |
|  |                     |                   |      |  |                    |       |  |
|  |                     |                   |      |  |                    |       |  |
|  |                     |                   |      |  | USA Kayla Harrison | 0020  |  |
|  |                     | GBR Gemma Gibbons | 0000 |  |                    |       |  |
|  |                     |                   |      |  |                    |       |  |
|  |                     |                   |      |  |                    |       |  |
|  |                     |                   |      |  |                    |       |  |
|  |                     |                   |      |  |                    |       |  |
|  | GBR Gemma Gibbons   | 1000              |      |  |                    |       |  |
|  | FRA Audrey Tcheuméo | 0000              |      |  |                    |       |  |